# 柯克伍德 (加利福尼亞州)
柯克伍德（英語：Kirkwood）是位於美國加利福尼亞州阿爾派恩縣與阿馬多爾縣的一個人口普查指定地區。

## 地理
柯克伍德的座標為38°42′10″N 120°04′22″W / 38.70278°N 120.07278°W，而該地最高點為海拔高度2344米（即7690英尺）。

## 人口
根據2010年美國人口普查的數據，柯克伍德的面積為13.815平方千米，當中陸地面積為11.290平方千米，而水域面積為2.525平方千米。當地共有人口158人，而人口密度為每平方千米11人。